# 28e armée (Union soviétique)
La 28e armée soviétique, une des grandes formations de l'armée rouge, est créée en Union soviétique.

## Historique
L'armée est créée dans le district militaire de Arkhangelsk en juin 1941.
Elle comprenait le 30e corps de fusiliers (89e (ru), 120e (en) et 149e (ru) divisions), le 33e corps de fusiliers (145e, 217e (en) et 222e (en) divisions) et la 69e division motorisée (ru)[réf. à confirmer]. Elle participe à la Bataille de Smolensk (1941). Le 10 août 1941 le quartier général est dissout à Smolensk.

## Commandant
- juin 1941 - août 1941 : général Vladimir Katchalov †
- Novembre 1941 - mars 1942 : Ivan Tioulenev.
- Mars à juillet 1942 : Dmitri Riabitchev.
- 1942 : Vassili Krioutchionkine
- Septembre 1942 à novembre 1943 : Vassyl Herassymenko.
- novembre 1943 à mai 1944 : Alexeï Gretchkine.
- Mai 1944 à février 1946 : Alexandre Loutchinsky.
- février 1944 à mai 1946 : Frants Perkhorovitch.